# Stylifer broderipi
Stylifer broderipi is een slakkensoort uit de familie van de Eulimidae. De wetenschappelijke naam van de soort is voor het eerst geldig gepubliceerd in 1878 door A. Adams.